# Amazon Surveillance System
Het Amazon Surveillance System, ook wel Sistema de Vigilância da Amazônia (SIVAM) is een bewakingssysteem van het Amazonegebied. Het hoofdkantoor van SIPAM is gevestigd in Brasilia, Brazilië.
Het systeem bewaakt de grenzen met de drie Guyana's (Suriname, Guyana en Frans-Guyana), Bolivia, Colombia, Peru en Venezuela. Het doel is om de handel in illegale verdovende middelen in het gebied te beteugelen en illegale houtkap of het verbranden van het bos aan banden te leggen. De Guyanese universitair docent Mark Kirton bepleitte in 2017 om SIVAM uit te breiden naar de drie Guyana's.
Het systeem is een netwerk van sensoren op het land, radars en satellieten. SIVAM werd in juli 1994 geïnstalleerd door Brazilië, dat voor circa 60 procent wordt bedekt door het Amazonegebied. De installatie werd uitgevoerd onder leiding van het Amerikaanse consortium Raytheon, waarbij ook bedrijven uit Brazilië en Canada betrokken waren.